# Paul Géraldy
Paul Géraldy (París, Francia 6 de marzo de 1885-Neuilly-sur-Seine 10 de marzo de 1983) fue un poeta y dramaturgo francés cuyo nombre real era Paul Lefèvre. Su padre el periodista Georges Lefèvre tuvo cierto renombre por la traducción de "Romeo y Julieta" en 1890. Usó como seudónimo su apellido materno.
Publicó su primera recopilación titulada Les petites âmes  en 1908 y alcanzó gran éxito popular con la segunda recopilación titulada Toi et moi en 1912 un conjunto de poemas livianos de corte romántico, inspirados por su gran amor, la bella cantante de ópera Germaine Lubin con la que se casó, terminando el matrimonio en 1926 a raíz de una relación amorosa de su esposa con el mariscal Philippe Pétain.
Su teatro es un teatro sicológico tradicional dentro del cual saca a la luz las relaciones familiares en el seno de la pequeña burguesía intelectual del período de entreguerra en el que se destacan las obras Aimer de 1921, Le prélude de 1938 y L'homme et l'amour de 1951.
Su poesía es simple y, a veces, torpe y llena de trivialidades, pese a lo cual obtuvo un cierto éxito entre el público femenino. Géraldy volcaba sus confidencias con lenguaje de todos los días (Vous et moi esto es "Usted y yo").
Fue cofundador de Cenáculo 20 con Chaplin y Gershwin en 1920 e hizo parte del Consejo Literario de la Fundación Príncipe Pierre de Mónaco a partir de 1952. Géraldy no figura en la antología de poesía francesa de Pierre Seghers, por lo que permanecía casi desconocido para la generación nacida después de la guerra. El periodista Jean-François Kahn lo "redescubrirá" y lo hará redescubrir al público en un programa televisivo al comienzo de los años 80'. Fue un asiduo huésped de Sainte-Maxime, en su casa "Toi et moi".
Falleció a la edad de 98 años en  Neuilly-sur-Seine el 10 de marzo de 1983.

## Obras
Recopilación de poemas.
- Vous et moi (1960)
- Toi et moi (1912)
- Les petites âmes (1908)

Teatro
- L'homme et l'amour (1951)
- Le prélude (1938)
- Duo, d'après Colette, (1938)
- Christine (1932)
- Robert et Marianne, (1925)
- Les Grands Garçon (1922)
- Aimer, (1921)
- Les noces d'argent (1917)

Relatos
- L'homme et l'amour (1951)
- Le prélude (1938)
- La guerre, Madame ! (1916)